# 2022년 동계 올림픽 우크라이나 선수단
2022년 동계 올림픽 우크라이나 선수단은 2022년 2월 4일부터 20일까지 중화인민공화국 베이징에서 열린 2022년 동계 올림픽에 참가한 올림픽 우크라이나 선수단이다.

## 메달 집계
| 종목 | 1 | 2 | 3 | 합계 |
| 종목 | ' | ' | ' | '    |
| 종목 | ' | ' | ' | '    |
| 종목 | ' | ' | ' | '    |
| 합계 | ' | ' | ' | '    |

## 종목별 성적

### 바이애슬론
남자
- 안톤 두드첸코
- 드미트로 피드루치니
- 아르템 프리마
- 아르템 티셴코
- 보흐단 침발

여자
- 다리야 블라슈코
- 율리야 지마
- 이리나 페트렌코
- 발렌티나 세메렌코
- 아나스타시야 메르쿠시나
- 올레나 빌로슈크